# Валенс Ацидалий
Валенс Ацидалий (лат. Valens Acidalius, также Valtin Havekenthal; 1567, Витшток — 25 мая 1595, Ныса) — немецкий критик и поэт, писавший на латинском языке.
Ацидалий был сыном пастора, нёсшего служение в Витштоке. Получил образование в университетах Ростока, Грайфсвальда и Хельмштедта. Уже с ранней юности он отличился своими стихами, написанными на латыни. В 1590 году Ацидалий сопровождал своего друга Даниэля Букреция (Daniel Bucretius, Daniel Rindfleisch) в Италию, где опубликовал свою первую книгу — издание Веллея Патеркула.
Ацидалий изучал философию и медицину в Болонье и был удостоен докторской степени в обеих дисциплинах. Практическая работа в качестве санитара его, однако, не привлекала, поэтому Ацидалий посвятил своё время критике классических произведений. Он вернулся в Германию в 1593 году после нескольких приступов лихорадки, направившись в Бреслау, родной городе своего друга Букреция. Весной 1595 года он принял приглашение своего друга и сторонника, епископского канцлера Вакера фон Вакенфельса (Wacker von Wackenfels) переехать в Нысу. Там он и умер от лихорадки в возрасте всего лишь двадцати восьми лет.

## Публикации
Прижизненные:
- Velleius Paterculus, 1590, Падуя
- Animadversiones in Curtium, 1594, Франкфурт

Посмертные:
- Сборник стихотворений, элегии, оды и эпиграммы, 1603, Легница
- Centuria prima epistolarum, 1606, Ханау
- Divinationes et interpretationes in comoedias Plauti, 1607, Франкфурт (566 страниц)
- Notae in Taciti opera, 1607, Ганновер
- Notae in Panegyrici veteres, 1607, Гейдельберг

Оспариваемые:
- Disputatio nova contra mulieres, qua probatur eas homines non esse (Новое рассуждение против женщин, в котором доказывается, что они не люди), 1595, вероятно, напечатана в Цербсте на 11 листах. Этот трактат вызвал много раздражения среди богословов того времени из-за его теологических положений. Но из внимания его хулителей выпал тот факт, что тракт был задуман как пародия на методы социниан по опровержению божественной природы Христа. В течение всей жизни Ацидалий отрицал своё авторство упомянутого произведения. Считается, что хотя Ацидалий прямо и не писал трактат, но участвовал в его составлении.